# Barrage d'Andijan
 (novembre 2015).
Si vous disposez d'ouvrages ou d'articles de référence ou si vous connaissez des sites web de qualité traitant du thème abordé ici, merci de compléter l'article en donnant les références utiles à sa vérifiabilité et en les liant à la section « Notes et références ».
Le barrage d'Andijan est un barrage situé en Ouzbékistan à l'est d'Andijan, construit dans les années 1980. Il est situé sur le Kara-Daria, un affluent du Syr-Daria.